# Frederik Ludvig Norden
Frederik Ludvig Norden (22. oktober 1708 — 22. september 1742) var en dansk søofficer og opdagelsesrejsende.
Også kendt under Frédéric Louis, Frederick, , Friderick, Ludwig, Ludvig og Lewis. Navnet, der blev brugt til udgivelsen af hans berømte Voyage d'Egypte et de Nubie (København 1755), er Frederic Louis Norden. Hans navn er ofte forkortet til F.L. Norden.
Norden berejste Ægypten og kom helt til Sudan i 1737-38, efter anmodning af kong Christian VI af Danmark. Norden skrev rigelig med notater, observationer og skitser af alt omkring ham, inkluderet lokale personer, oldægyptiske monumenter, arkitektur, installationer, kort osv., af hvad alt blev offentligtgjort i Voyage d'Egypte et de Nubie, der blev berømt efter hans død og som var illustreret med raderinger af Marcus Tuscher .
Han blev medlem af Royal Society i London den 8. januar 1741, hvor hans navn blev registreret som Frederic Lewis Norden.